# Paranthrene henrici
Paranthrene henrici is een vlinder uit de familie wespvlinders (Sesiidae), onderfamilie Sesiinae.
Paranthrene henrici is voor het eerst wetenschappelijk beschreven door Le Cerf in 1916. De soort komt voor in het Oriëntaals gebied.